# Heliophanus termitophagus
Heliophanus termitophagus este o specie de păianjeni din genul Heliophanus, familia Salticidae, descrisă de Wesolowska, Haddad în anul 2002. Conform Catalogue of Life specia Heliophanus termitophagus nu are subspecii cunoscute.